# قره تپه داز
قره تپه داز در شهرستان آق قلا، بخش مرکزی، روستای قره تپه واقع شده و این اثر در تاریخ ۷ مرداد ۱۳۸۲ با شمارهٔ ثبت ۹۳۳۲ به‌عنوان یکی از آثار ملی ایران به ثبت رسیده است.